# USS Kitkun Bay (CVE-71)
Авіаносець «Кіткун Бей» (англ. USS Kitkun Bay (CVE-71)) — ескортний авіаносець США часів Другої світової війни, типу «Касабланка».

## Історія створення
Авіаносець «Кіткун Бей» був закладений 3 травня 1943 року на верфі Kaiser Shipyards у Ванкувері. Спущений на воду 8 листопада 1943 року, вступив у стрій 15 грудня 1943 року.

## Історія служби
Після вступу в стрій авіаносець «Кіткун Бей» брав участь в десантній операції на Маріанські острови (червень-липень 1944 року), о. Моротай (вересень 1944 року), Лейте (19-25.10.1944 року).
25 жовтня 1944 року під час битви біля о. Самар (частина битви в затоці Лейте) літаки з авіаносця «Кіткун Бей» потопили японський важкий крейсер «Чокай», але сам авіаносець отримав пошкодження внаслідок близького вибуху камікадзе (17 чоловік загинуло, 35 було поранено).
8 січня 1945 року, під час висадки в затоці Лінгаєн (о. Лусон) «Кіткун Бей» був ще раз пошкоджений влучанням камікадзе, після чого вирушив на ремонт у США.
Після закінчення бойових дій корабель перевозив американських солдатів та моряків на батьківщину (операція «Magic Carpet»).
19 квітня 1946 року «Кіткун Бей» був виключений зі списків флоту і 18 листопада того ж року зданий на злам.